# Alimentación A-B
Como en el caso de la alimentación phantom no existe un cable convencional (cable eléctrico con enchufe).
En la alimentación A-B, la corriente continua que requiere el micrófono de condensador le llega a través de una de las líneas de audio. En el centro de los bobinados de cada transformador se coloca un condensador que impide el paso de corriente continua y evita los cortocircuitos. Como estos condensadores tienen una impedancia muy baja no afectan a la señal de audio.
La tensión utilizada, de 12 voltios, le es aplicada al micrófono a través de una resistencia. Una vez que la corriente ha recorrido todo el circuito del micrófono, llega a otra resistencia colocada al otro extremo de la línea. El retorno de la corriente se hace a través de la otra línea de audio. Se utilizan dos resistencias como en alimentación phantom, sin embargo, están en paralelo. 
Conectar un micrófono que no requiera alimentación, por ejemplo, un micrófono de cinta, puede provocar una avería importante. El transformador del micrófono de cinta se cortocircuitaría (lo quema) y, de momento, el micrófono quedaría inservible. La reparación, de ser posible, no saldría económica. Esto se debe a que la corriente va metida en la propia línea de audio y no hay forma de impedir que entre en el micrófono. Esto no ocurre con la alimentación phantom, donde la tensión va por la malla del cable. Aunque se conecte al micrófono de cinta a la alimentación phantom, no habrá avería, porque la corriente de alimentación no penetraría en el micrófono. 
Con esto, no es que no se pueda utilizar un cable procedente de una línea preparada para de alimentación A-B con micrófonos que no sean de condensador. De hecho, se puede, pero teniendo minucioso cuidado de anular (desactivar en la mesa con el conmutador correspondiente) la alimentación antes de utilizar el micrófono.
La alimentación A-B se emplea principalmente en la captación de sonido en cinematografía.